# 金子孫市
金子 孫市（かねこ まごいち、1914年5月2日 - 1996年7月5日）は、日本の教育学者。東京教育大学名誉教授。

## 来歴
福島県生まれ。会津中学校（現福島県立会津高等学校）卒、1939年東京文理科大学卒、46年同大学助手、1951年東京教育大学助教授、教授、1978年定年退官、名誉教授、文教大学教授。85年退職、インターカルト日本語学校校長。

## 著書
- 『PTA研究』金子書房 1948 教育学全書
- 『ホーム・ルーム』誠文堂新光社 1949 カリキュラム・シリーズ
- 『地球が生まれた』古沢岩美絵 新潮社 世界の絵本 1950
- 『理科教育論』朝倉書店 1950
- 『学習新論』金子書房 教育文庫　1951
- 『日本新教育運動史』光風出版東京営業所 光風教育ライブラリー　1955
- 『科学・技術の教育 理科教育の課題』東洋館出版社 1957
- 『親と子どもと先生と』協同出版 1959
- 『学習プログラムの構成と展開』日本文化科学社 1963
- 『答案の書き方 採点法と極秘資料の公開』青春新書 1965
- 『教育行為論』白桃書房 1966
- 『学校教育の現代化』鷹書房 1968
- 『学校教育の現代化 実践的新教育システム論』学陽書房 1974
- 『わが子を躾ける 型破りの父親学』学陽書房 1974
- 『男たるもの エロス考 夫婦考 父性考』学陽書房 1976
- 『型破りの父親学 わが子を躾ける』学陽書房 1980
- 『新父親の条件 ぼくのオヤジはサムライだ』学陽書房 1980
- 『21世紀をめざす日本の教育システム』教育開発研究所 1984
- 『我が国教育改造の支点を考える 教育会議講演』日本教育研究連合会 1990

## 共編著
- 『理科教育概説』宇井芳雄,須賀正市,永田義夫,藤田篤共編 誠文堂新光社 1952
- 『楽しい学級の設計 1-6年』編 協同出版 1959
- 『特別教育活動 計画・展開』大森晃,杉山正一共編 東洋館出版社 1959
- 『母親読本 家庭教育の新しいコツ』中原英雄,沢田忠治共編 協同出版 1962
- 『現代理科教育法』伊神大四郎,橋岡信一共編 明治図書出版 1963 教育科学叢書
- 『へき地・種苧原の生活と教育』阿部英一共編 東洋館出版社 1965
- 『教育の現代化をめぐる問題事例 こんなときはどうするか』下村哲夫共編著 学陽書房 1972 教育問題解決シリーズ
- 『シート学習の授業システム』編著 明治図書出版 1972 双書授業と教育機器
- 『機器利用による数学の指導』植芝力共編 大日本図書 1973 機器利用シリーズ
- 『教育学研究全集 8　現代教育課程論』編著 第一法規出版 1976
- 『精神薄弱児教育の理論とその授業』編著 日本教育経営協会 1976
- 『精神薄弱養護学校の教育と経営』金子敏共編著 日本教育経営協会 1976
- 『現代教育活動事典』改訂版　石堂豊共編 世界書院 1979
- 『教育方法学』宮崎州弘・高田喜久司共編著 めいけい出版 1981
- 『詳説理科教育法』編著 めいけい出版 1982
- 『新編教育原理』高野兼吉共編著 協同出版 1989

### 翻訳
- G.I.ブラウン編著『人間性を培う教育 合流教育への入門書』監訳 藤田輝夫,榎原弘二郎,宮崎州弘訳　日本文化科学社 1975

## 参考
- 『人事興信録』1995年
- 『人物物故大年表』